# James Howard Marshall II
James Howard Marshall II (Filadelfia, 24 gennaio 1905 – Houston, 4 agosto 1995) è stato un imprenditore e avvocato statunitense. È noto al grande pubblico per il suo controverso matrimonio con la modella ed attrice Anna Nicole Smith nel 1994.

## Biografia
Conseguita la laurea nel prestigioso college Yale, si dedicò all'insegnamento in questo istituto finché decise di lanciarsi nell'industria petrolifera. Ricoprì diverse cariche in diverse compagnie, diversificando i suoi investimenti nei vari marchi del settore, tra le altre cariche ebbe un importante ruolo nella Standard Oil of California (attuale Chevron) e nella Great Northern Oil Company, in seguito entrò a far parte del gruppo Koch Industries, attivo in diversi settori tra cui quello petrolifero e petrolchimico. Nel 1984, a 79 anni, decise di fondare una propria azienda e le diede il nome di Marshall Petroleum.

### Matrimoni
Marshall è stato sposato tre volte: dal 1931 al 1961 ebbe come consorte Eleanor Pierce e l'unione finì con il divorzio; successivamente si coniugò con Bettye Bohannon nel 1961 e la coppia rimase unita fino al 1991, anno della morte di lei; infine divenne noto per il discusso matrimonio con Anna Nicole Smith, conosciuta mentre faceva la ballerina di striptease in uno strip club. I due si sposarono nel 1994, quando lui aveva 89 anni, mentre lei appena 26. Il matrimonio terminò quattordici mesi dopo, con la morte del miliardario per cause naturali all'età di novant'anni.

### La questione dell'eredità
Dopo la sua morte, la vedova Marshall, Anna Nicole, si impossessò di tutti gli averi del defunto (1,6 miliardi di dollari), attirandosi le ire di E. Pierce Marshall, figlio di James. La Smith e i suoi legali sostennero che lei era sinceramente innamorata del magnate e in virtù del loro contratto prematrimoniale la Smith avrebbe avuto diritto a metà dei beni del consorte in caso di morte. Inoltre, in qualità di moglie, la Smith prese possesso dell'intero compendio ereditario. E. Pierce Marshall sostenne che la Smith non era innamorata del padre e lo avesse sposato solo per i soldi: infatti nel corso del breve matrimonio la Smith tradì ripetutamente il marito e raramente si ritrovò a convivere con lui come una vera moglie. I due portarono in tribunale la questione e nel corso di più di 10 anni si è arrivati ad una serie di verdetti discordanti tra loro. Dopo la morte di E. Pierce Marshall, la causa è stata portata avanti dal figlio e anche dopo il decesso della Smith sono stati i suoi eredi a proseguire questa causa. La disputa è tuttora pendente e si attende una decisione definitiva.